# جيمس جي. مارس
جيمس جي. مارس (بالإنجليزية: James G. March)‏ هو كاتب واقتصادي أمريكي، ولد في 15 يناير 1928 في كليفلاند في الولايات المتحدة، وتوفي في 27 سبتمبر 2018.

## وصلات خارجية
- جيمس جي. مارس على موقع الموسوعة البريطانية (الإنجليزية)